# باشگاه فوتبال بوتوشانی
باشگاه فوتبال بوتوشانی (انگلیسی: FC Botoșani) یک باشگاه فوتبال مستقر در شهرستان بوتوشانی، رومانی است که در حال حاضر در لیگ دسته اول فوتبال رومانی، بالاترین سطح لیگ فوتبال در این کشور به فعالیت می‌پردازد. 
در سال ۲۰۱۳، دوازده سال پس از تأسیس، باشگاه فوتبال بوتوشانی اولین تیم از شهرستان خود بود که به رده بالای سیستم لیگ رومانی صعود کرد. آن‌ها اولین حضور اروپایی خود را در فصل لیگ اروپا ۱۶–۲۰۱۵ به ثبت رساندند.